# Inflammable Material
Albums de Stiff Little Fingers
Nobody's Heroes
(1980)
Inflammable Material est le premier album du groupe punk nord-irlandais Stiff Little Fingers. Sorti en 1979, au plus fort du conflit nord-irlandais. La plupart des morceaux de l'album détaillent la sombre réalité de la vie en Irlande du Nord, en période de polarisation et de conflit, avec des chansons contenant des thèmes tels que l'ennui chez les adolescents, la privation, les violences intercommunautaires et la brutalité policière.

## Contexte
Stiff Little Fingers s'est formé en 1977, au moment où le mouvement punk prenait de l'ampleur au Royaume-Uni. Le groupe précédent du leader Jake Burns, nommé Highway Star (qui comprenait également les membres du SLF Henry Cluney et Brian Faloon), était un groupe de reprises de rock, mais lorsque le groupe a découvert le punk, il s'est réorienté vers ce genre, renommant le groupe et modifiant sa composition. Lors d'une interview en 2019, Burns a déclaré qu'il "aimait la puissance viscérale du punk " et l'aspect "doigts d'honneur" contre l'establishment du rock. Il a été particulièrement inspiré par les Clash qui "écrivaient sur leurs vies d'une manière qui les touchait vraiment", en particulier dans leur chanson Career Opportunities. Burns se trouvait également à l'extérieur de l'Ulster Hall lors d'une émeute en 1977, provoquée par le conseil local qui empêchait les Clash de jouer. Du point de vue de la prise de conscience qu'il n'était "pas seul" sur la scène punk de d’Ulster, le concert avorté de Clash était « énorme ».

## Enregistrement
L'album a été enregistré en 1978, essentiellement aux Spaceward Studios à Cambridge, à l'exception de « Alternative Ulster », qui a été enregistré aux Island Studios à Londres. Burns a décrit le processus « effectué très rapidement » et « comme si nous jouions un concert live », car le groupe connaissait très peu les problématiques d'enregistrement en studio.

## Réception

### Critiques anglophones
Lors de sa première sortie, Paul Morley du NME a déclaré que « plus encore que Never Mind The Bollocks – qui s'est avéré être une comédie – bien plus que The Clash – qui s'est avéré pittoresque – aussi étonnant dans son impact que Ramones, Inflammable Material est le disque classique du punk rock."  Morley a poursuivi en notant que l'album était un "commentaire contemporain écrasant, brutalement inspiré par une rébellion et une frustration amères et flagrantes", concluant que "Il y a des parties d' Inflammable Material qui ne sont pas seulement excitantes ou stimulantes mais plutôt humiliantes. C'est un remarquable document."  Garry Bushell de Sounds a également fait l'éloge de l'album, le déclarant "une magnifique tranche de punk vintage jouée rapidement et frénétiquement, et chargée de paroles puissantes et de refrains puissants aboyés avec colère et conviction par l'homme au mal de gorge permanent, chanteur". /le guitariste principal Jake Burns."  Bushell a conclu que "Stiffs est l'un des groupes de punk old style les plus impressionnants à avoir fait surface ces derniers temps, et mes inquiétudes concernent surtout l'avenir : leur musique progressera-t-elle ou stagnera-t-elle ?" .

### Critiques francophones
- GutsOfDarkness juge l'album "Indispensable pour tout amateur de punk qui se respecte" et lui donne la note de 5 sur 6[9].
- L'album reçoit la note de 17 sur 20 chez XSilence, qui écrit : « Car les Stiff Little Fingers ont beau chanter "Here We Are Nowhere", ces garçons-là ne viennent pas de nulle part: Belfast, Irlande du Nord. Vie de merde assurée, haine et frustration montées à 11. Inflammable Material attaque là où ça fait mal. Establishment ("Law And Order"), paramilitaires ("Wasted Life"), pas de quartiers. Dans un monde à la con où il faut choisir son camp, les Stiff Little Fingers objectent les consciences avec criée pacifiste ("No More Of That"). »[10]
- L'album reçoit la note de 7,7 sur 10 chez SensCritique[11]

## Liste des pistes
Tous les morceaux composés par Jake Burns et Gordon Ogilvie ; sauf indication contraire
| Side one | Side one            | Side one | Side one | Side one | Side one | Side one | Side one | Side one | Side one |
| No       | Titre               | Durée    |          |          |          |          |          |          |          |
| -------- | ------------------- | -------- | -------- | -------- | -------- | -------- | -------- | -------- | -------- |
| 1.       | Suspect Device      | 2:36     |          |          |          |          |          |          |          |
| 2.       | State of Emergency  | 2:29     |          |          |          |          |          |          |          |
| 3.       | Here We Are Nowhere | 1:00     |          |          |          |          |          |          |          |
| 4.       | Wasted Life         | 3:10     |          |          |          |          |          |          |          |
| 5.       | No More of That     | 2:04     |          |          |          |          |          |          |          |
| 6.       | Barbed Wire Love    | 3:33     |          |          |          |          |          |          |          |
| 7.       | White Noise         | 1:57     |          |          |          |          |          |          |          |
| 8.       | Breakout            | 3:04     |          |          |          |          |          |          |          |
| 19:53    |                     |          |          |          |          |          |          |          |          |

| Side two | Side two           | Side two | Side two | Side two | Side two | Side two | Side two | Side two | Side two |
| No       | Titre              | Durée    |          |          |          |          |          |          |          |
| -------- | ------------------ | -------- | -------- | -------- | -------- | -------- | -------- | -------- | -------- |
| 1.       | Law and Order      | 3:14     |          |          |          |          |          |          |          |
| 2.       | Rough Trade        | 2:41     |          |          |          |          |          |          |          |
| 3.       | Johnny Was         | 8:12     |          |          |          |          |          |          |          |
| 4.       | Alternative Ulster | 2:45     |          |          |          |          |          |          |          |
| 5.       | Closed Groove      | 4:25     |          |          |          |          |          |          |          |
| 21:17    |                    |          |          |          |          |          |          |          |          |

La réédition du CD EMI 2001 a ajouté les morceaux suivants :
| 2001 EMI CD reissue | 2001 EMI CD reissue             | 2001 EMI CD reissue | 2001 EMI CD reissue | 2001 EMI CD reissue | 2001 EMI CD reissue | 2001 EMI CD reissue | 2001 EMI CD reissue | 2001 EMI CD reissue | 2001 EMI CD reissue |
| No                  | Titre                           | Durée               |                     |                     |                     |                     |                     |                     |                     |
| ------------------- | ------------------------------- | ------------------- | ------------------- | ------------------- | ------------------- | ------------------- | ------------------- | ------------------- | ------------------- |
| 1.                  | Suspect Device (single version) | 2:44                |                     |                     |                     |                     |                     |                     |                     |
| 2.                  | 78 RPM                          | 2:38                |                     |                     |                     |                     |                     |                     |                     |
| 3.                  | Jake Burns Interview Pt. 1      | 17:41               |                     |                     |                     |                     |                     |                     |                     |
| 23:03               |                                 |                     |                     |                     |                     |                     |                     |                     |                     |

La réédition contient la première partie d'une interview de Jake Burns par Alan Parker (la deuxième partie est incluse dans la réédition de Nobody's Heroes ).

## Position dans les Charts
| Chart (1979)   | Peak position |
| -------------- | ------------- |
| United Kingdom | 14            |

C'était le premier album d'un label indépendant à entrer dans le Top 20 britannique.

## Personnel

### Stiff Little Fingers
- Jake Burns – chant, guitare
- Henry Cluney – guitare, chant
- Ali McMordie – basse, chant
- Brian Faloon – batterie

avec:
- Andy Kelly - basson sur "Alternative Ulster"

### Technique
- Geoff Travis - producteur
- Mayo Thompson – productrice
- Mike Kemp - ingénieur
- Doug Bennett - producteur
- Ed Hollis - producteur sur "Alternative Ulster"

### Sources
- Bushell, « Stiff Little Fingers: Inflammable Material (Rough Trade)***** » , Sounds, 10 février 1979 (consulté le 7 décembre 2021)
- Morley, « Stiff Little Fingers: Inflammable Material (Rough Trade) » , NME, 10 novembre 1979 (consulté le 7 décembre 2021)

- Ressources relatives à la musique :   - AllMusic
  - Discogs
  - MusicBrainz (groupes de sorties)